# سومرست (ماريلاند)
سومرست (بالإنجليزية: Somerset, Maryland)‏ هي بلدة تقع في مقاطعة مونتغومري (ماريلاند) بولاية ماريلاند في الولايات المتحدة. تبلغ مساحتها 0.73 (كم²)، وترتفع عن سطح البحر 90 م، بلغ عدد سكانها 1216 نسمة في عام 2010 حسب إحصاء مكتب تعداد الولايات المتحدة وتصل الكثافة السكانية فيها 1676.8 نسمة/كم2.

## التركيبة السكانية
قام مكتب تعداد الولايات المتحدة بتحديد بيانات التركيبة السكانية لسومرست في تعداد الولايات المتحدة. في ما يلي، التركيبة السكانية حسب تعدادي 2000 و2010.

### تعداد عام 2000
بلغ عدد سكان سومرست 1,124 نسمة بحسب تعداد عام 2000، وبلغ عدد الأسر 406 أسرة وعدد العائلات 326 عائلة مقيمة في البلدة.
وتوزع التركيب العرقي للبلدة بنسبة 94.04% من البيض و 3.38% من الأمريكيين ذوي الأصول الآسيوية و 0.89% من الأمريكيين الأفارقة و 0.80% من عرقين مختلطين أو أكثر.
بلغ عدد الأسر 406 أسرة كانت نسبة 38.7% منها لديها أطفال تحت سن الثامنة عشر تعيش معهم، وبلغت نسبة الأزواج القاطنين مع بعضهم البعض 74.1% من أصل المجموع الكلي للأسر، ونسبة 4.9% من الأسر كان لديها معيلات من الإناث دون وجود شريك، وكانت نسبة 19.7% من غير العائلات. تألفت نسبة 16.0% من أصل جميع الأسر من أفراد ونسبة 11.1% كانوا يعيش معهم شخص وحيد يبلغ من العمر 65 عاماً فما فوق. وبلغ متوسط حجم الأسرة المعيشية 3.05، أما متوسط حجم العائلات فبلغ 2.77.
بلغ العمر الوسطي للسكان 46 عاماً. وكانت نسبة 28.1% من القاطنين تحت سن الثامنة عشر، وكانت نسبة 3.5% بين الثامنة عشر والأربعة وعشرون عاماً، ونسبة 16.5% كانت واقعةً في الفئة العمرية ما بين الخامسة والعشرون حتى والأربعة وأربعون عاماً، ونسبة 32.7% كانت ما بين الخامسة والأربعون حتى الرابعة والستون، ونسبة 19.3% كانت ضمن فئة الخامسة والستون عاماً فما فوق. يوجد لكل 100 أنثى 98.6 ذكر، ويوجد لكل 100 أنثى في الثامنة عشر من عمرها فما فوق 87.5 ذكر.
بلغ متوسط دخل الأسرة في البلدة 144,523 دولار، أما متوسط دخل العائلة فبلغ 149,057 دولار. وكان متوسط دخل الذكور 100,000 دولار مقابل 80,762 دولار للإناث. وسجل دخل الفرد الخاص بالبلدة 82,368 دولار.

### تعداد عام 2010
بلغ عدد سكان سومرست 1,216 نسمة بحسب تعداد عام 2010، وبلغ عدد الأسر 407 أسرة وعدد العائلات 347 عائلة مقيمة في البلدة. في حين سجلت الكثافة السكانية 4,342.9 نسمة لكل ميل مربع (1,676.8/كم2). وبلغ عدد الوحدات السكنية 423 وحدة بمتوسط كثافة قدره 1,510.7 لكل ميل مربع (583.3/كم2).
وتوزع التركيب العرقي للبلدة بنسبة 91.7% من البيض و 3.9% من الأمريكيين ذوي الأصول الآسيوية و 0.7% من الأمريكيين الأفارقة و 2.7% من عرقين مختلطين أو أكثر.
بلغ عدد الأسر 407 أسرة كانت نسبة 44.5% منها لديها أطفال تحت سن الثامنة عشر تعيش معهم، وبلغت نسبة الأزواج القاطنين مع بعضهم البعض 76.2% من أصل المجموع الكلي للأسر، ونسبة 6.6% من الأسر كان لديها معيلات من الإناث دون وجود شريك، بينما كانت نسبة 2.5% من الأسر لديها معيلون من الذكور دون وجود شريكة وكانت نسبة 14.7% من غير العائلات. تألفت نسبة 10.8% من أصل جميع الأسر من أفراد ونسبة 8.1% كانوا يعيش معهم شخص وحيد يبلغ من العمر 65 عاماً فما فوق. وبلغ متوسط حجم الأسرة المعيشية 3.18، أما متوسط حجم العائلات فبلغ 2.99.
بلغ العمر الوسطي للسكان 45.5 عاماً. وكانت نسبة 31% من القاطنين تحت سن الثامنة عشر، وكانت نسبة 4.8% بين الثامنة عشر والأربعة وعشرون عاماً، ونسبة 13.4% كانت واقعةً في الفئة العمرية ما بين الخامسة والعشرون حتى والأربعة وأربعون عاماً، ونسبة 33% كانت ما بين الخامسة والأربعون حتى الرابعة والستون، ونسبة 17.7% كانت ضمن فئة الخامسة والستون عاماً فما فوق. وتوزع التركيب الجنسي للسكان بنسبة 48.5% ذكور و51.5% إناث.

## وصلات خارجية
- The US50 - Cities and Towns in Maryland State
- Maryland Cities and Towns, Facts, Map, Flag, Colleges, Government, and More